# Nhà thờ Thánh Micae, Hildesheim
Nhà thờ Thánh Micae, Hildesheim (tiếng Đức: Michaeliskirche) là một nhà thờ theo kiến trúc Romanesque sớm nằm ở thành phố Hildesheim, Đức. Nhà thờ này đã được UNESCO công nhận là di sản thế giới từ năm 1985. Ngày nay nó vừa là một nhà thờ chính của Giáo hội Luther và hầm mộ nhà thờ là Công giáo Rôma

## Lịch sử
Giám mục Bernward von Hildesheim (993-1022) đã xây dựng một tu viện Biển Đức từ mặt đất lên vùng đồi liền kề đặt theo tên của Tổng lãnh thiên thần Micae, chỉ cách nửa kilômét về phía bắc của các bức tường thành Hildesheim nơi ông sống. Đó  một tu viện có một nhà thờ tráng lệ với chiều dài tổng thể khoảng 70 mét. Bernward đặt viên đá đầu tiên cho nhà thờ mới vào năm 1010 và dành tặng tòa nhà vẫn chưa hoàn thành cho Micae vào ngày lễ Thánh Micae 29 tháng 9 năm 1022, chỉ vài tuần trước khi ông qua đời. Tuy nhiên, việc xây dựng vẫn được tiếp tục dưới thời giám mục Godehard, người đã hoàn thành công việc vào năm 1031 và tái thiết nhà thờ vào ngày 29 tháng 9 năm đó. Nhà thờ có hai dàn hợp xướng ở phía đông và phía tây, hai gian giữa giữa ba bên tại mỗi gian giữa và sáu tháp — hai tháp lớn nằm trên điểm giao cắt đông và tây, bốn tháp cao và hẹp khác được nằm tại các cạnh nhỏ của hai gian ngang. Dàn hợp xướng phía đông có ba hậu cung, và phía tây có một nhà nguyện bí ẩn có một hậu cung đơn lẻ lớn nhô cao lên trên một đại sảnh của hầm mộ có mái vòm chéo phức tạp với một lối đi quanh khu tụng niệm. Di hài của Giám mục Bernward được đặt trong hầm mộ phía tây.
Tu viện bao gồm một nhà thờ gia đình và hai nơi tôn nghiêm khác dành riêng cho Martinô và Thánh giá nằm trong hàng hiên kéo dài về phía bắc từ hông phía bắc của nhà thờ. Tu viện và nhà thờ mở về hướng nam về phía thành phố Hildesheim, sườn nam của nó bao gồm một mặt tiền. Có vẻ như tu viện trên đồi Thánh Michael đã được bao quanh bởi một bức tường.
Năm 1186, sau khi tái thiết sau một trận hỏa hoạn, Giám mục Adelog von Dorstadt cùng với sự hỗ trợ của Tammo von Verden, giám mục vương quyền của Verden đã tái thiết lại nhà thờ Thánh Micae.
Khi người dân Hildesheim theo đạo Tin lành vào năm 1542, Thánh Michael trở thành một nhà thờ giáo hội Luther, nhưng tu viện Biển Đức vẫn hoạt động ở đây cho đến khi nó bị thế tục hóa vào năm 1803. Các tu sĩ tiếp tục sử dụng nhà thờ, đặc biệt là dàn hợp xướng phía tây và hầm mộ cho đến thời điểm đó.
Nhà thờ Thánh Micae đã bị hư hại nặng nề trong cuộc không kích Hildesheim vào ngày 22 tháng 3 năm 1945, nhưng việc xây dựng lại được bắt đầu vào năm 1950 và hoàn thành vào năm 1957. Năm 1985, nhà thờ được UNESCO công nhận là Di sản thế giới cùng với Nhà thờ chính tòa Hildesheim, nơi lưu giữ bộ sưu tập các kho báu thời Trung Cổ và bụi hồng ngàn năm nổi tiếng.

## Kiến trúc
Nhà thờ Thánh Micae là một trong số nhà thờ nhà thờ quan trọng nhất của kiến trúc thời kỳ đầu Cơ đốc giáo. Đó là hai dàn hợp xướng, với hai gian ngang và một tháp vuông ở mỗi cạnh của gian ngang. Dàn hợp xướng phía tây có điểm nhấn là một lối đi quanh khu tụng niệm và một hầm mộ. Nikolaus Pevsner đã viết rằng, nhà thờ Thánh Micae "là ví dụ sớm nhất còn sót lại về ngoại thất theo phong cách Romanesque".
Sơ đồ mặt bằng của tòa nhà tuân theo một khái niệm hình học, trong đó hình vuông của giao cắt gian ngang trong sơ đồ mặt bằng tổng thể trở thành đơn vị đo đạc chính cho toàn bộ nhà thờ. Các đơn vị hình vuông được xác định bởi sự xen kẽ của các cột và trụ bổ tường. Pevsner mô tả đây là một "hệ thống đo lường" kỹ lưỡng nhất được tìm thấy hơn bất kỳ kiến trúc Romanesque nào trước đây.
Trần nhà thờ được trang trí bằng một bức bích họa có kích thước 27,6 x 8,7 mét mô tả Cây gia phả của Chúa Kitô. Cửa Bernward nổi tiếng với các bức phù điêu bằng đồng về các cảnh trong Kinh Thánh ban đầu được đặt cho nhà thờ Thánh Micae nhưng hiện được tìm thấy tại Nhà thờ chính tòa Hildesheim gần đó.

## Các số liệu
- Tổng chiều dài: 74,75m
- Tổng chiều dài của gian ngang: 40,01m
- Tổng chiều rộng của gian ngang: 11,38m
- Chiều dài của hầm mộ: 18,36m
- Chiều dài của gian giữa (không kể gian cung thánh): 27,34m
- Chiều rộng của gian giữa với 2 gian bên cạnh: 22,75m
- Chiều rộng của gian giữa (không có 2 gian bên cạnh): 8,60m
- Chiều cao của gian giữa: 16,70m
- Bề dày của tường: 1,63m

## Vị trí
Nhà thờ Thánh Micae nằm ở rìa phía tây của trung tâm thành phố Hildesheim, tại nơi gọi là Michaelishügel ("đồi Thánh Micae"). Cửa chính nhà thờ ở phía nam. Magdalenengarten là một khu vườn rất gần nhà thờ về phía tây. Hàng hiên cũng thể đi vào từ đó. Có thể vào hàng hiên nhà thờ từ đây. Nó dẫn đến khu nhà hành chính đương đại của nhà thờ. Từ phía nam và phía đông của ngọn đồi là trung tâm thành phố Hildesheim, phía tây là sông Innerste, còn phía bắc là trường trung học Andreanum.

## Chôn cất
- Bernward von Hildesheim

## Hình ảnh

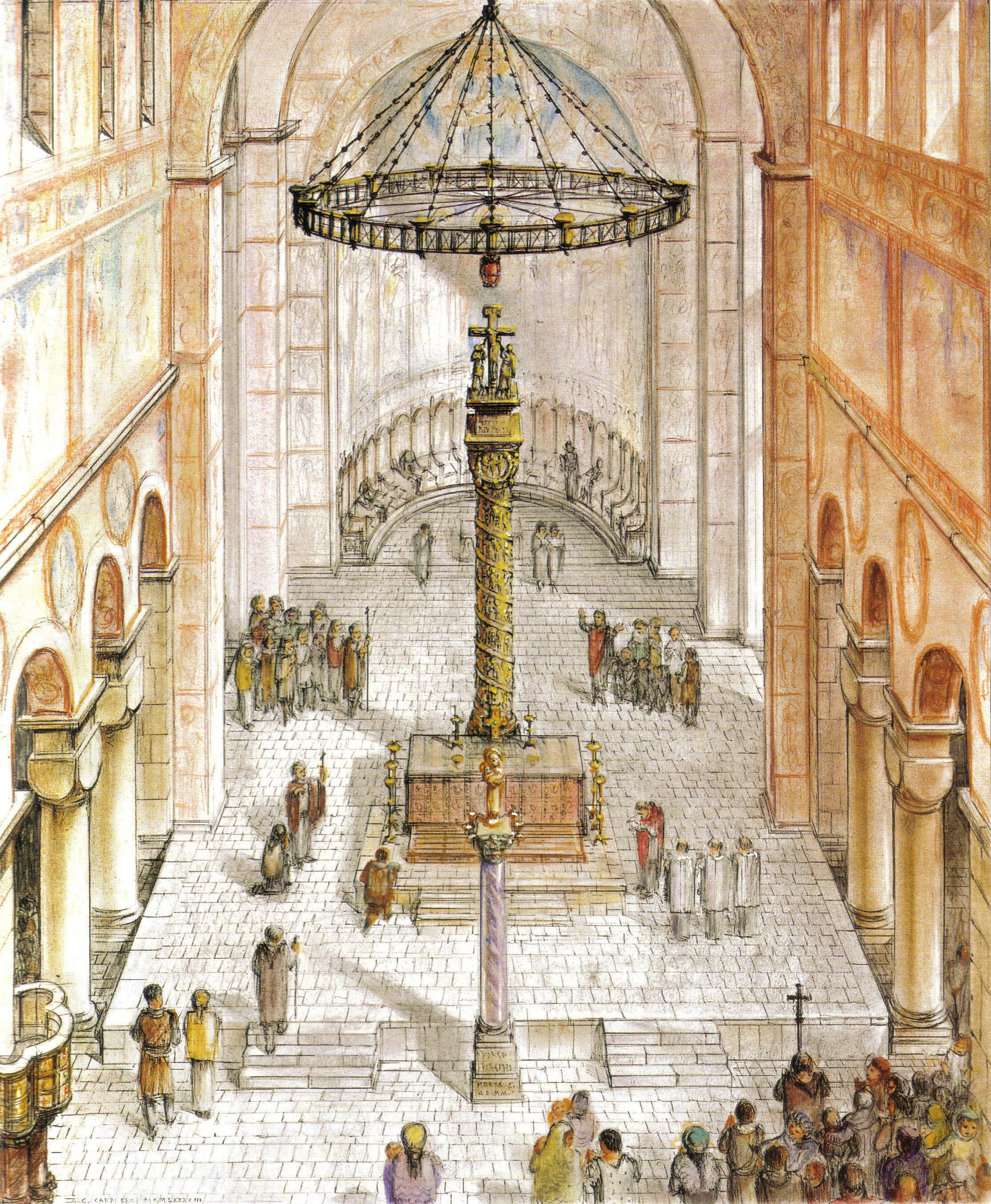
Cột Bernward tại Nhà thờ Thánh Micae (trước năm 1810); tái dựng bởi Carpiceci/Gallistl
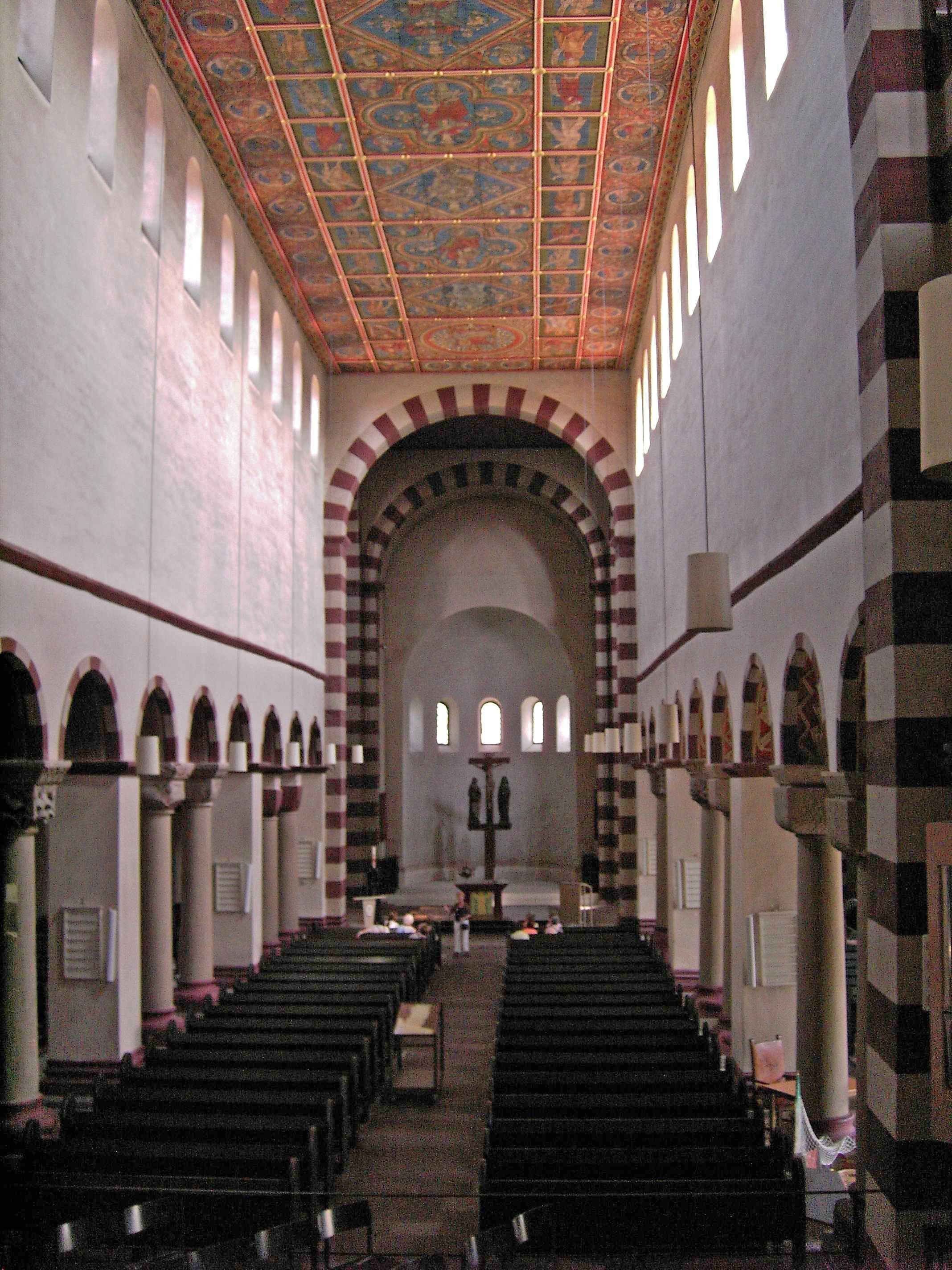
Bên trong nhà thờ trước khi trùng tu vào năm 2005
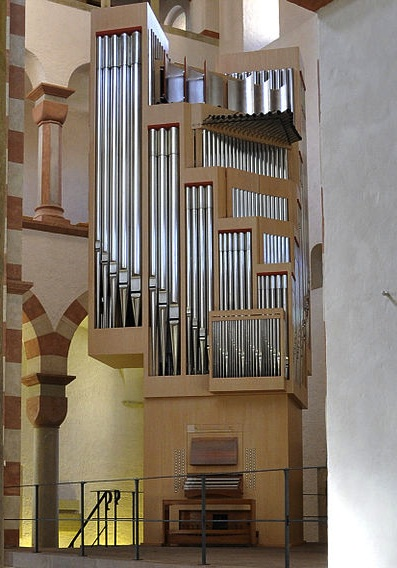
Đàn ống Woehl từ năm 1999
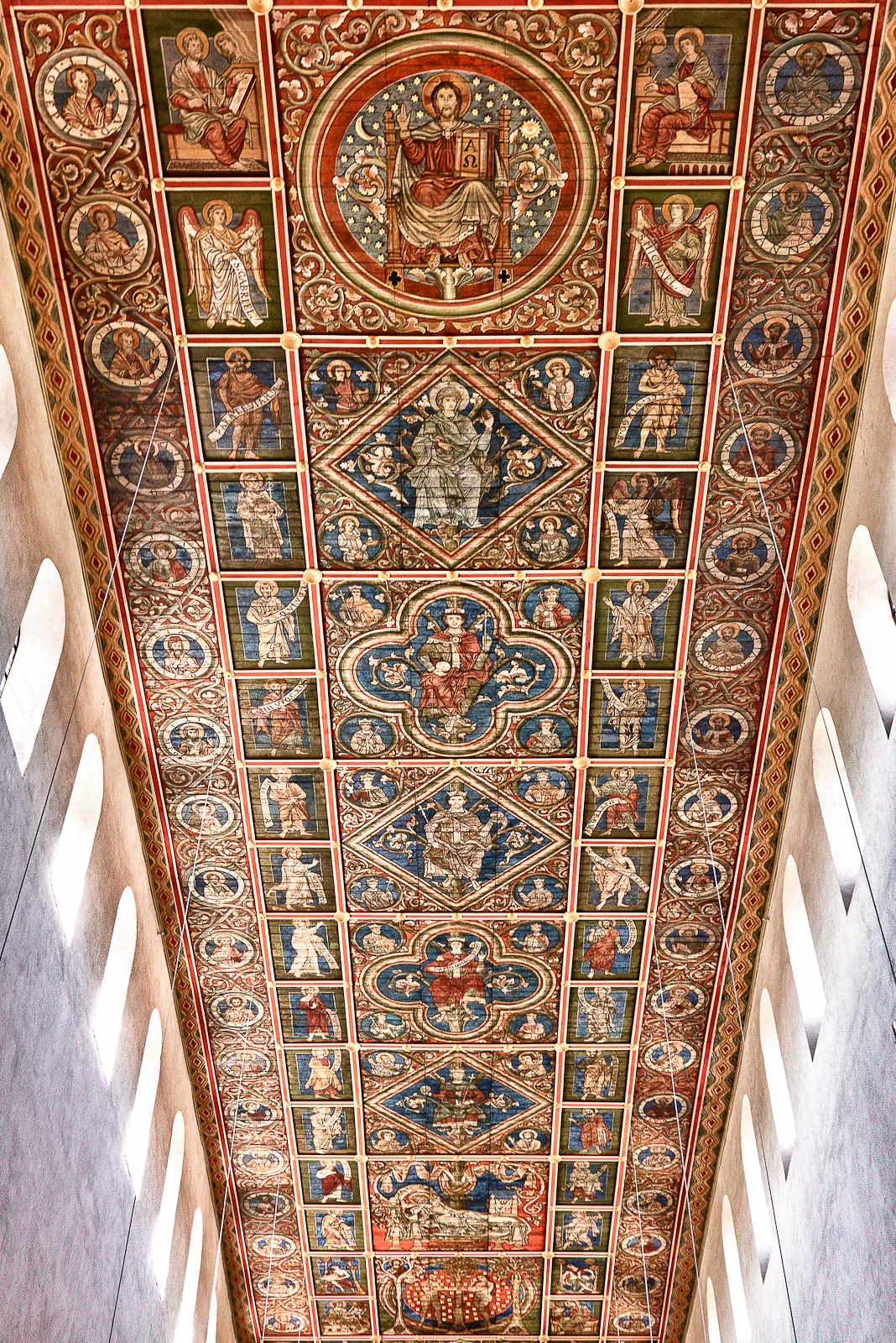
Trần gỗ nhà thờ là một trong số ít những bức tranh hoành tráng thời Trung Cổ còn tồn tại
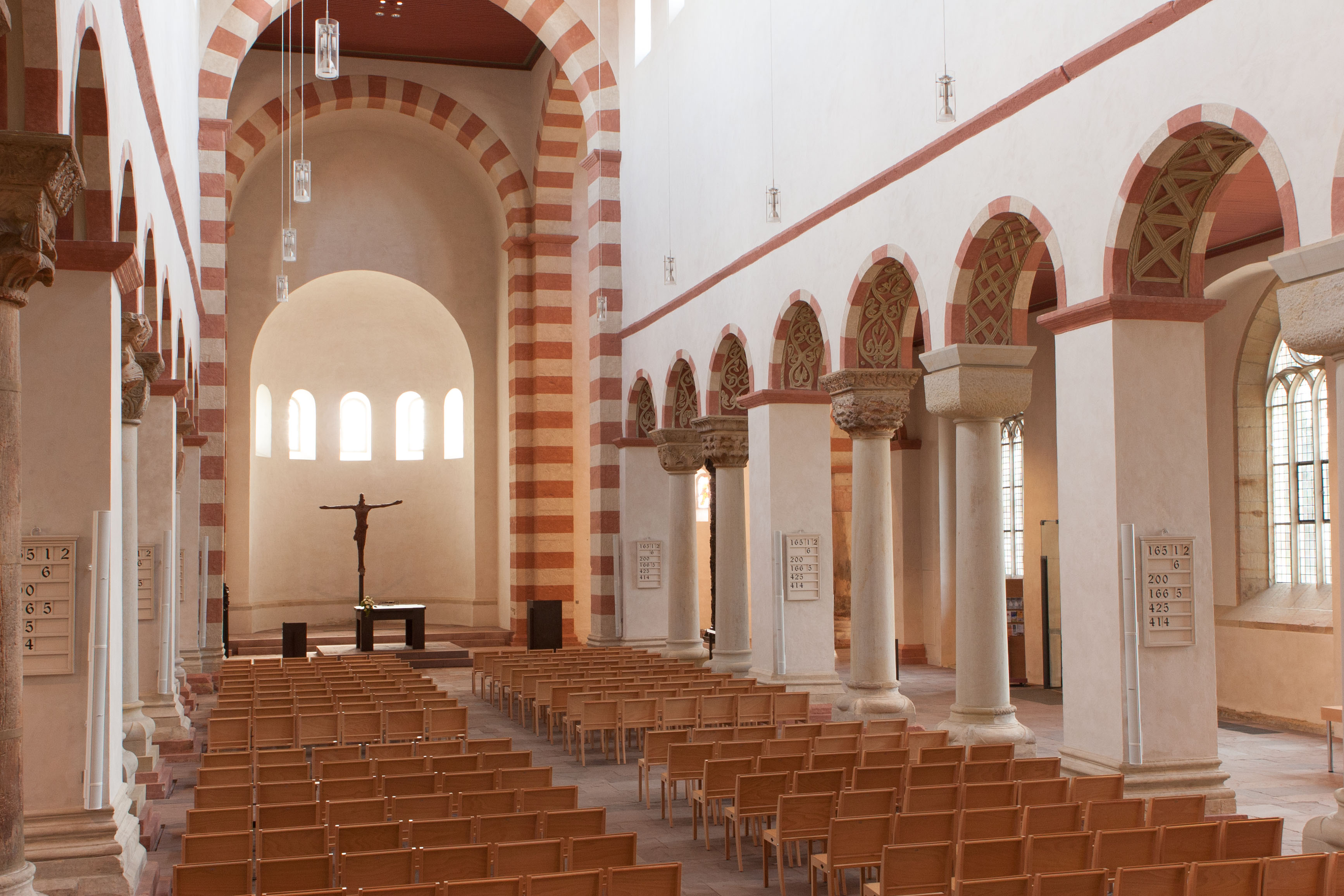
St. Michael's from inside after complete restoration between 2005 and 2010